# 迈克·威尔·梅迪特
迈克尔·莱恩·威廉斯二世（英語：Michael Len Williams II，1989年3月23日—），艺名迈克·威尔·梅迪特（Mike Will Made It，常风格化为Mike WiLL Made-It），出生于美国乔治亚州亚特兰大，是一位音乐制作人和词曲作家。他为南部嘻哈艺人制作的陷阱音乐以及几首单曲让他颇为出名，如雷·什里默德的“Black Beatles”、GOOD Music的“Mercy”、双链大师的“No Lie”、朱西·J的“Banz a Make Her Dance”、蕾哈娜的“Pour It Up”、玛丽亚·凯莉的“Faded”、李尔·韦恩的“Love Me”、Ciara的“Body Party”、麦莉·赛勒斯的“We Can’t Stop”、古驰·马恩的“First Day Out the Feds”、碧昂斯的“Formation”和肯德里克·拉马尔的“Humble”。他一共出过六张混音带。

## 早期生活
迈克尔·威廉斯出生于乔治亚州的玛丽埃塔，是三个孩子里最小的儿子，他还有两个姐姐。他的父亲，老迈克尔·威廉斯，曾是IBM高层，在1970年代曾当过DJ，而他的母亲雪莉·威廉斯，是福音合唱队的一名成员。他在音乐中长大，他的叔叔是一个成功的吉他手，他的一个姐姐则会打鼓。长大后，迈克成了一个体育迷，喜欢篮球, 棒球和足球，并且希望以后成为一个专业运动员。
他的生活也围绕着对嘻哈的喜爱。 他会弹唱一些在电台听到的的音乐，这使得他的音乐才能得到发展，同时他和他的朋友们还会一起即兴饶舌。在几次采访时，他说他在的卡西欧键盘上弹过“Still Fly”，一首Big Tymers组合的著名歌曲，还在当地音乐设备店弹过纽约说唱歌手神奇小子的“Young'n (Holla Back)”。
在14岁时，迈克开始自己在克罗格ES1电钢琴上做些节拍，这是他的父亲从当地音乐商店Mars Music用500美元买给他的圣诞礼物。迈克在音乐方面越发出色，于是开始使用专业制作设备，包括克罗格的Triton、雅加的MPC1000、雅马哈的Motif和Roland Fantom。 迈克16岁之前，他花时间在亚特兰大当地的录音棚试着把他制作的音乐卖给已经成熟的音乐人。 ，他是最初常被忽略，但最终他的一个带子到了古驰·马恩手上，随后他邀请迈克到Patchwerk工作室，一个亚特兰大的录音棚。
高中毕业后，迈克将被乔治亚州立大学录取进行本科课程，迫于父亲压力他不得不继续读书，但他却选择休学，几个学期后GPA3.1的他辍学，开始专注于音乐事业。 专注于他的音乐事业。 在休学期间，他制作了他的第一首大热单曲。 他的单曲“Tupac Back”在公告牌说唱100排行榜上获得成功后，迈克决定离开学校，全职专注于他的音乐生涯。 但他建议有抱负的音乐制作人不要在进入该行业前辍学，如果他们不确定自己未来职业生涯的结果，或者缺乏确定的计划。

## 职业生涯

### 2011-2012年：制作与混音带
在和XXL杂志的采访中 ，迈克说，“古驰·马恩是第一个唱他作品的‘主流艺人’。” 迈克第一次见到古驰·马恩是在亚特兰大的录音室，PatchWerk录音室。他在自我介绍后，给了古驰·马恩他做的编曲CD，Gucci Mane开始就着每个乐器即兴饶舌。 他给了迈克1000美元用于他的一个编曲。 后来两个艺人开始一起发布歌曲，例如"East Atlanta 6"，以及古驰·马恩的混音带《No Pad, No Pencil》里的一些歌曲。 在跟古驰·马恩熟悉之后，他开始与其他的著名的亚特兰大的说唱歌手合作，例如未来小子、Waka Flocka Flame、Rocko和双链大师。
2011年，迈克释出他的第一支单曲“Tupac Back”，由米克·米尔和里克·罗斯演唱，收录在专辑《Self Made Vol.1》中。 该单曲2011年4月5日释出，在公告牌节奏布鲁斯／嘻哈100榜单中最高排名31名。此前迈克把一些制作的曲子交给了里克·罗斯旗下的Maybach Music Group厂牌的A&R部门。

## 唱片

### 录音室专辑
| 名称  | 专辑信息                                                                    | 榜单最高排名 | 榜单最高排名 | 榜单最高排名 | 榜单最高排名 |
| 名称  | 专辑信息                                                                    | 美国         | 美国R&B/HH   | 美国说唱     | 加拿大       |
| ----- | --------------------------------------------------------------------------- | ------------ | ------------ | ------------ | ------------ |
| 赎金2 | - 发布于2017年3月24日 - 形式： CD、数字下载 - 厂牌：EarDrummers、Interscope | 24           | 15           | 10           | 77           |